# Сэндс, Деннис
Деннис Сэндс (англ. Dennis S. Sands) — американский звукорежиссёр, прославившийся своими работами для высокобюджетных фильмов. Его работы неоднократно выдвигались на «Оскар» и другие престижные награды в области искусства.

## Биография

### Ранние годы
Первой работой в музыкальной студии для 22-летнего Сэндса стала должность архивариуса большого архива записей лос-анджелесской студии MGM Recording Studios, тогда принадлежавшей лейблу MGM Records, подразделению MGM. Знакомый его брата, работавший в этой студии, в конце 60-х предложил ему устроится туда, поскольку требовался человек, способный разобраться со скопившейся коллекции магнитных лент. На тот момент Сэндс абсолютно не интересовался кино и телевидением, его привлекала лишь музыка. На студии он вскоре познакомился с работавшими там звукоинженерами, которым довелось сводить работы таких известных музыкантов как Стив Лоуренс, Эйди Горме, Сэмми Дэвис-мл. и Фрэнк Синатра. В частности, звукоинженерами тогда работал Ральф Валентайн, ранее работавший на Columbia Records, и его брат Вэл Валентайн, ранее работавший на Liberty Records. Из-за довольно специфического контингента клиентов на студии в основном записывали оркестры, биг-бэнды и джазменов. Молодой Сэндс страстно любил поп- и рок-музыку, и после работы оставался в студии посмотреть на работу коллег. По его собственному выражению, он «жил на студии». Однажды ночью ему удалось принять участие в записи саундтрека к фильму, и это Сэндс позднее вспоминал как «самую захватывающую вещь, которую он когда-либо делал».
Спустья полгода работы в студии звукорежиссёры обучили Сэндса как делать мастеринг звукозаписи, поскольку им самим не слишком интересно было этим заниматься. В этот же период Сэндс в свободное время начал самостоятельно изучать звукорежиссуру. Однажды во время сессионной записи Джо Пасса ему предоставилась возможность поработать звукорежиссёром, поскольку назначенный человек был сильно пьян, а на замену ему больше никого не было. Сэндс вместе с продюсером записи Норманом Гранцом уложили его в такси и отправили домой, и Сэндс как единственный из присутствующих, знакомый с аппаратурой, занялся записью. Продюсеру понравилась работа Сэндса, и в дальнейшем он время от времени предлагал Сэндсу срежиссировать ту или иную запись. Со временем Сэндс даже звукорежиссировал записи таких именитых музыкантов как Каунт Бэйси, Элла Фицджеральд и Оскар Питерсон.

### Собственный бизнес
Со временем MGM продало студию, и Сэндс остался в компании, где должен был исполнять административные функции. Но эта роль его мало привлекала. На пару с ещё одним звукоинженером MGM Сэндс организовал партнёрство и вновь занялся звукорежиссурой, таким образом завершив четырёхлетний период работы в MGM Records. Бизнес молодой компании процветал, со временем партнёры даже начали выполнять заказы для телевидения. Первым крупным шоу для Сэндса стал телесериал «Донни и Мари», вышедший в январе 1976 года. Со временем заказов для телевидения становилось всё больше, что постепенно привело партнёров к мысли организовать собственную студию и сосредоточиться на заказах для телевидения. В 1977 году они открыли студию Group IV в Голливуде. В этот период Сэндсу пришлось изучать как правильно сводить запись, поскольку тогда музыканты часто выступили с живой музыкой на телевидении и звукоинженерам приходилось сводить музыку «вживую». Помимо этого, Сэндс занялся ещё двумя телешоу, одно из которых шло утром, а другое — после обеда. Таким образом, ему удалось поработать над такими телесериалами как «Даллас», «Блюз Хилл стрит» и «Сент-Элсвер». В этот же период Сэндс познакомился с Аланом Сильвестри, который в то время занимался телесериалом CHiPs. Они подружились, и в 1978 году Сэндс присоединился к Сильвестри в работе над CHiPs. В дальнейшем, они несколько раз сотрудничали при записи саундтреков для фильмов.

### Первый успех
В 1981 году Сэндс записал саундтрек к фильму «На золотом озере», что привлекло к нему внимание более серьезных клиентов и дало ему новые возможности. Поворотным моментом в его карьере (равно как и Сильвестри) стала их совместная работа над саундтреком к фильму «Роман с камнем». Фильм получил широкую популярность, после чего Сэндса постоянно стали приглашать к участию в записи саундтреков и к другим фильмам.

## Награды и номинации
| Год  | Фильм/телесериал                          | Награда                  | Категория                                                                                   | Результат | Источник |
| ---- | ----------------------------------------- | ------------------------ | ------------------------------------------------------------------------------------------- | --------- | -------- |
| 1979 | Steve & Eydie Celebrate Irving Berlin     | Прайм-тайм премия «Эмми» | «Выдающиеся достижения в области сведения звука»                                            | Победа    | [ 4 ]    |
| 1995 | «Форрест Гамп»                            | «Оскар»                  | «Лучший звук»                                                                               | Номинация | [ 5 ]    |
| 1995 | «Форрест Гамп»                            | CAS Award                | «Выдающиеся достижения в области сведения звука для игрового кино»                          | Победа    |          |
| 1998 | «Контакт»                                 | «Оскар»                  | «Лучший звук»                                                                               | Номинация | [ 6 ]    |
| 1998 | «Контакт»                                 | CAS Award                | «Выдающиеся достижения в области сведения звука для игрового кино»                          | Номинация |          |
| 2000 | «Красота по-американски»                  | «Грэмми»                 | «Лучший альбом, являющийся саундтреком к фильму, телевидению или другому визуальному медиа» | Победа    | [ 7 ]    |
| 2000 | «Красота по-американски»                  | Golden Reel Award        | «Лучшая звукорежиссура музыки»                                                              | Победа    |          |
| 2000 | «Южный парк: больше, длиннее и без купюр» | Golden Reel Award        | «Лучшая звукорежиссура музыки для анимации»                                                 | Победа    |          |
| 2001 | «Изгой»                                   | «Оскар»                  | «Лучший звук»                                                                               | Номинация | [ 8 ]    |
| 2001 | «Изгой»                                   | CAS Award                | «Выдающиеся достижения в области сведения звука для игрового кино»                          | Номинация |          |
| 2005 | «Полярный экспресс»                       | «Оскар»                  | «Лучший звук»                                                                               | Номинация | [ 9 ]    |
| 2008 | -                                         | Career Achievement Award | -                                                                                           | Победа    |          |
| 2008 | «В гости к Робинсонам»                    | Golden Reel Award        | «Лучшая звукорежиссура»                                                                     | Номинация |          |
| 2012 | «Экипаж»                                  | «Спутник»                | «Лучший звук»                                                                               | Номинация | [ 10 ]   |
| 2013 | «Франкенвини»                             | CAS Award                | «Выдающиеся достижения в области сведения звука для анимационного кино»                     | Номинация | [ 11 ]   |